# Santa Llúcia i Sant Jaume de la Selva del Camp
Santa Llúcia i Sant Jaume de la Selva del Camp és una església gòtica de la Selva del Camp (Baix Camp) protegida com a Bé Cultural d'Interès Local.

## Descripció
Petita església de nau coberta amb fusta i capçalera amb senzilla creueria quatripartita, d'estil tardà. Porta d'arc de mig punt, dovellat, sense decoració. Campanar d'espadanya sobre la façana. Obra de paredat amb reforços de carreu.

## Història
L'església fou edificada durant la primera meitat del segle xiv, al costat de l'antic hospital. Més, tard, a partir del segle xix, es van reaprofitar ambdós edificis com a escoles públiques. Ha sofert reformes i afegitons. Actualment desafectada.